# Elling
Elling é um filme de drama norueguês de 2001 dirigido e escrito por Petter Næss e Ingvar Ambjørnsen. Foi indicado ao Oscar de melhor filme estrangeiro na edição de 2002, representando a Noruega.

## Elenco
- Elling — (Per Christian Ellefsen)
- Kjell Bjarne — (Sven Nordin)
- Reidun Nordsletten — (Marit Pia Jacobsen)
- Frank Åsli — (Jørgen Langhelle)
- Alfons Jørgensen — (Per Christensen)